# 의학신문
의학신문은 대한민국의 신문으로서, 보건의료분야를 주로 다루는 일간지이다.